# كاسترو كالديلاس
بلدية كاسترو كالديلاس (بالإسبانية: Castro Caldelas) هي بلدية تقع في مقاطعة أورينسي التابعة لمنطقة غاليسيا شمال غرب إسبانيا.

## الديموغرافيا
بلغ عدد سكان بلدية كاسترو كالديلاس 1.533 نسمة عام 2011 (وفقاً للمعهد الوطني للإحصاء الإسباني).
| 2.028 | 1.935 | 1.895 | 1.769 | 1.687 | 1.594 | 1.533 |